# Étienne-Jules Marey
Pour les articles homonymes, voir Marey (homonymie).
Étienne-Jules Marey est un scientifique, médecin, physiologiste, chronophotographe et inventeur français né le 5 mars 1830 à Beaune et mort le 15 mai 1904 à Paris.
Ses travaux couvrent le développement de la cardiologie, de l'instrumentation physique, de l'aviation, la cinématographie et la science de la photographie de laboratoire. Il est largement considéré comme étant un pionnier de la photographie et un influent pionnier de l'histoire du cinéma. Il a aussi été un pionnier pour établir les techniques graphiques pour la vision et l'interprétation des données quantitatives de mesure physiologiques pour les humains et les animaux.
Considéré à son époque comme un inventeur touche-à-tout, il est l’un des premiers, à partir de 1871, à étudier méthodiquement ce qu’il « nomme d’un terme magnifique, « la machine animale » », c’est-à-dire les mécanismes des différents modes de déplacement et de leurs diverses allures, aussi bien des animaux que des êtres humains.

## Biographie et travaux

### Enfance et formation
Marey fait ses études secondaires à Beaune, en Bourgogne, puis il fait ses études de médecine à Paris, de 1849 à 1859.
De 1869 à 1904, il est professeur au Collège de France, titulaire de la chaire d'Histoire naturelle des corps organisés. En 1859, il met au point le sphygmographe, qu’il présente à l’Académie des sciences en 1860, avec son collaborateur, Auguste Chauveau (1827-1917). L'appareil enregistre les battements artériels, grâce à un kymographe sur papier noirci à la fumée ; c'est une amélioration du dispositif inventé en 1853 par l’Allemand Carl Ludwig (1816-1895).

### Premières études biomécaniques
Dans les années 1870, il commence à étudier la « locomotion terrestre » et d’abord celle de l’homme. Il imagine des dispositifs pneumatiques fixés à des chaussures préparées spécialement à cet effet qu’il appelle des « chaussures exploratrices ». Des tuyaux conduisent la pression exercée sur ces dispositifs jusqu’à un enregistreur à stylet et noir de fumée. L’étude porte sur la marche, puis sur la course, déterminant ainsi les trois données de ces mécanismes : « sa durée, ses phases et son intensité ».
Marey a commencé à étudier la circulation du sang dans le corps humain. Puis il a étudié les mouvements du cœur, la respiration, les muscles (myographie), et le mouvement du corps. Pour aider ses recherches, il a développé de nombreux instruments pour faire des mesures précises. Par exemple, en 1859, en collaboration avec le physiologiste et vétérinaire Auguste Chauveau et le fabricant de montres Bréguet, il a développé un Sphygmographe portable pour mesurer les pulsations cardiaques. Ce sphygmographe était une amélioration d'un dessin plus ancien et basique du physiologiste allemand Karl von Vierordt. En 1869, Marey construisit un très délicat insecte artificiel pour montrer comment un insecte vole et pour montrer la figure de 8 en vol qu'il produit lorsqu'il bouge ses ailes. Il a ainsi fixé une feuille d'or sur l'aile d'un insecte et l'a éclairé de lumière pour étudier les battements des ailes. Il a aussi utilisé une fibre de verre couverte de suie introduite sur le chemin du vol de l'aile d'insecte pour déterminer si l'aile battait de haut en bas ou de bas en haut, en examinant le côté sur lequel la suie avait disparu. Puis il fut fasciné par les mouvements de l'air et entama des études sur des animaux volants de plus grande taille, tels les oiseaux.
Il enregistre également ce qu’il appelle les « réactions ». « Sous ce nom, nous désignerons les mouvements que l’action des jambes imprime à la masse du corps. » Le déplacement du centre de gravité, l’amplitude des oscillations verticales et horizontales du haut du corps sont examinées et enregistrées méthodiquement, y compris en faisant porter les enregistreurs par les expérimentés eux-mêmes.

Séquence animée du Cheval Annie G. au galop, réalisée en 2006 à partir de la planche 626 publiée par Muybridge dans Animal Locomotion de 1887.

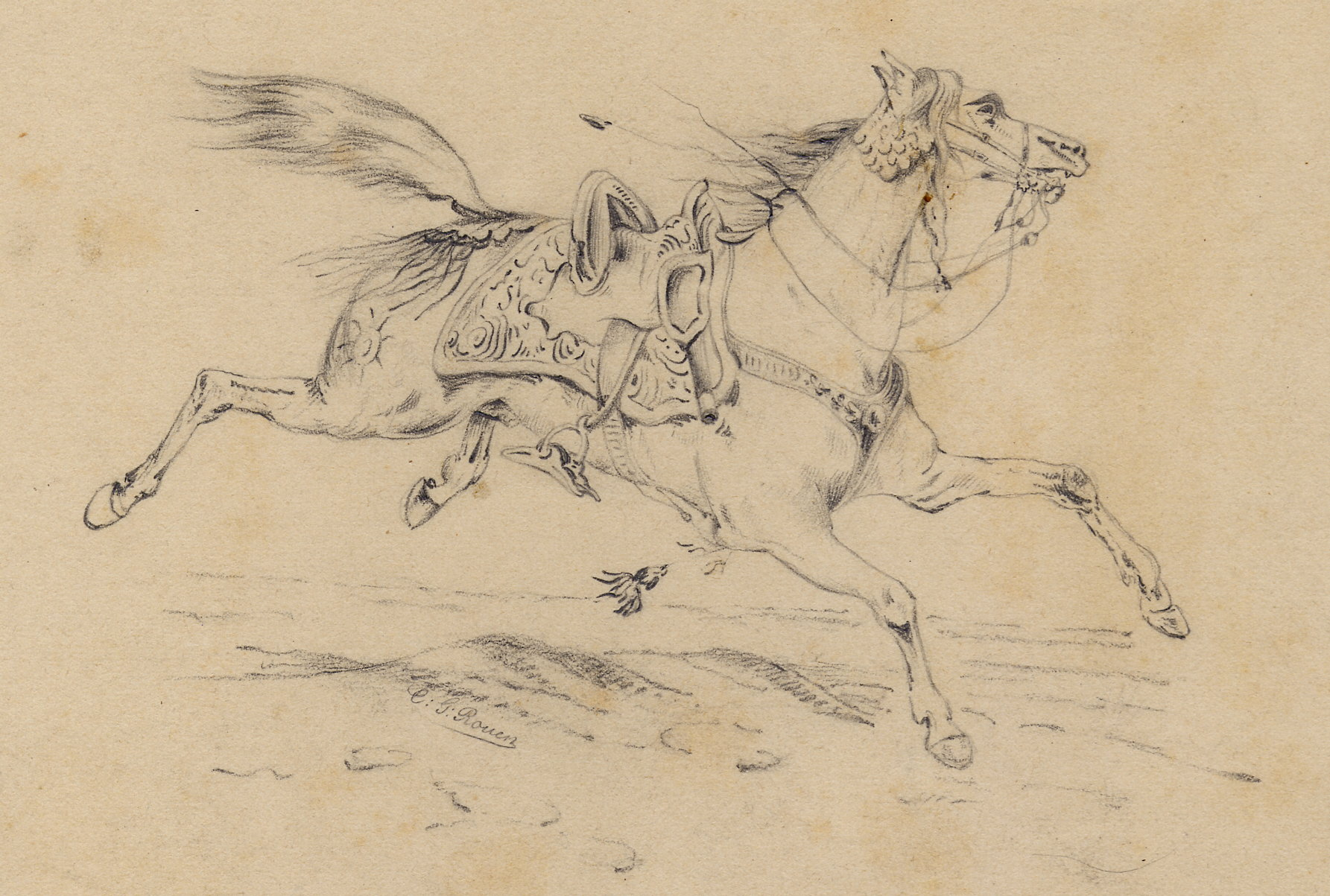
Cheval au galop, dessin (erroné) du général Rouen.

Enregistrées par des appareils semblables, ce sont ensuite les allures des quadrupèdes, notamment du cheval, qui sont déterminées, et Marey comprend que le galop, allure rapide difficilement observable dans ses détails par l’œil humain, est mal interprété, y compris par les milieux savants, erreur que les peintres reproduisent dans leurs tableaux équestres quand ils montrent des chevaux au galop les quatre membres en extension au-dessus du sol. Des représentations « absolument invraisemblables. ».
En 1874, l'ouvrage de Marey La Machine animale avait été traduit en anglais et l’ancien gouverneur de Californie Leland Stanford s'intéresse à ses figures représentant le cheval au trot et au galop, inspirées à Marey par les résultats de la méthode graphique. Comme l'écrit le britannique Eadweard Muybridge en 17 février 1879, « la lecture [du] célèbre ouvrage sur le mécanisme animal a inspiré au gouverneur Leland la première idée de la possibilité de résoudre le problème de la locomotion à l’aide de la photographie. M. Stanford me consulta à ce propos et, sur sa demande, je résolus de le seconder dans sa tâche ».
En 1878, Muybridge démontrera (animation ci-contre à gauche), dans une expérience devenue célèbre avec la méthode photographique qu’il mettra au point, que Marey avait raison en affirmant que le cheval au galop n’a jamais les quatre fers en l’air au cours des phases d’extension et qu'il ne quitte effectivement le sol que lorsqu'il regroupe ses jambes sous lui. Lors de sa visite à Paris en 1881, Stanford peut alors faire remarquer au peintre Ernest Meissonier, chargé de peindre son portrait, que la représentation d'un cheval au galop dans l'un de ses tableaux est inexacte.

#### Étude du vol
Marey s’intéresse aussi à la locomotion aérienne et il commence par construire des « insectes artificiels », reproduisant le mécanisme des battements d’ailes, vérifiant par ce moyen la formation d’une sustentation (force de bas en haut s’opposant au poids de l'insecte). Il entreprend de répondre à trois questions fondamentales :

« 1° Quelle est la fréquence des mouvements de l’aile chez les insectes ? 
2° Quelles sont les différentes positions successives que l’aile occupe pendant sa révolution complète ? 
3° Comment se développe la force motrice qui soutient et transporte le corps de l’animal ? »

.
Il imagine et fabrique ensuite divers dispositifs qui permettent de la même façon de simuler le vol des oiseaux. Il détermine ainsi le fondement du vol aérien : « Tout corps mince qui est courbé, tend à glisser sur l’air suivant la direction de sa propre courbure. ».
Il fait fabriquer un « manège » pour étudier le vol de véritables oiseaux (pigeons, buses, faucons) que l’on maintient dans ce dispositif tout en leur laissant la liberté de voler selon un grand cercle. Pour qu’ils puissent se sentir « en liberté », le manège est construit suivant un diamètre de 6 à 7 mètres. « Attelé, en quelque sorte, à l’extrémité d’un long bras qui tourne sur un pivot central, l’oiseau doit être, autant que possible, libre d’exécuter des mouvements d’oscillation verticale… Pourvu que l’oiseau, même entravé dans des mouvements, batte des ailes avec l’intention de voler, nous pourrons étudier ses actes musculaires avec leurs caractères, de force, d’étendue, de durée. »

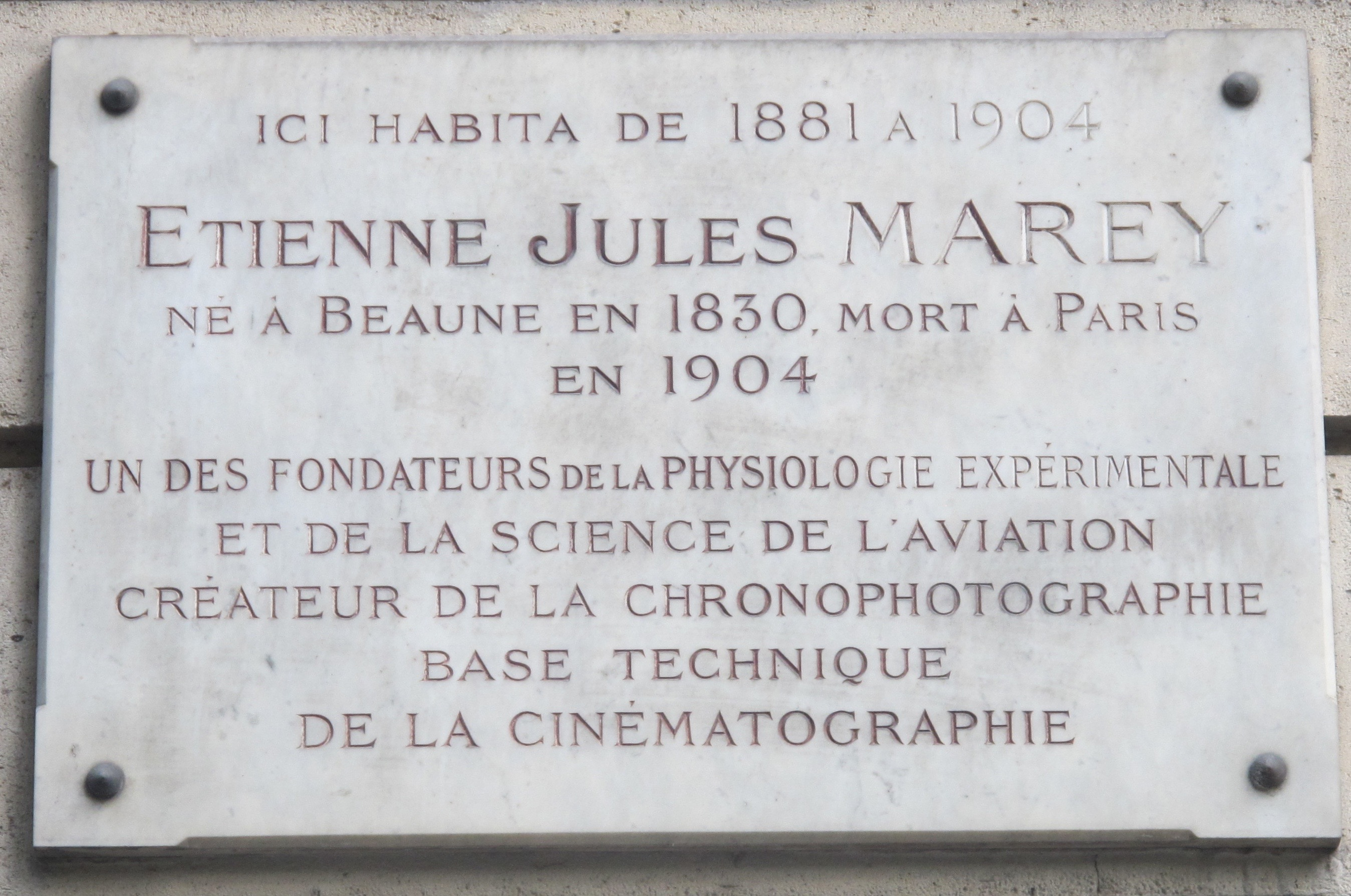
Plaque au 11 boulevard Delessert à Paris.

Marey est rejoint en 1874 par un assistant, Victor Tatin (1843-1913), qui comme lui est fasciné par les possibilités du vol mécanique et fabriquera d’ailleurs en 1879 l'un des premiers aéroplanes sans pilote, propulsé par un moteur à air comprimé. Il rencontre aussi Alphonse Pénaud (1850-1890), qui lors d'une conférence à la Société française de navigation aérienne, fin 1873, pour l'étude théorique du vol des oiseaux, imagine un appareil photographique qui pourrait prendre plusieurs épreuves à quelques centièmes de seconde d’écart l’une de l’autre.

Marey, Homme marchant, animation d'après captation photographique de Marey.

En 1878, Marey devient membre de l'Académie des sciences au fauteuil de Claude Bernard. Son intérêt pour l'étude du mouvement chez les êtres vivants est aussi vif et, après la découverte des travaux d'Muybridge, qu'il rencontre en 1881, il utilise la photographie comme outil principal de ses recherches.
Il est à l'origine de l'Institut portant son nom,. En 1888, il assure la présidence de la Ligue nationale de l'éducation physique créée cette même année à l'instigation de Paschal Grousset.
« E.-J. Marey (1830-1904) appartient, comme Paul Bert, à la génération des physiologistes qui ont fait leur apprentissage au milieu du siècle, alors que la physiologie avait conquis son indépendance et trouvé son style. On doit à Marey d'avoir repris, modifié et développé en France, les techniques d'inscription graphique mises au point par Carl Ludwig, et d'avoir importé, en physiologie, les techniques de la photographie instantanée déjà utilisées par les astronomes comme Jules Janssen, inventeur du révolver photographique, pour l'étude du transit de Vénus à Nagasaki en 1874 ». 
On a vu que l'hémodynamomètre de Poiseuille avait fourni à Ludwig un des éléments du kymographe. Inversement, c'est le sphygmographe de Karl Vierordt (1853), construit par composition du sphygmomètre et de l'enregistreur graphique de Ludwig, qui est l'ancêtre des appareils de Marey. Associé à Chauveau (1827-1917), Marey a utilisé le sphygmographe comparatif à l'étude des mouvements de la circulation (Physiologie médicale de la circulation du sang, 1863). 

Animation d'une captation de mouvement par Marey et Demenÿ.

C'est aussi en collaboration avec Chauveau que Marey a construit et utilisé la sonde cardiaque pour l'enregistrement des pulsations du cœur (Appareils et expériences cardiographiques, 1863). Les travaux de Marey sur la locomotion humaine et animale étudiée selon la méthode graphique sont résumés dans La Machine animale (1873). Des travaux sur le même sujet, selon la méthode chronophotographique et qui font de Marey un des pères du cinématographe, sont réunis dans Le Mouvement (1894). Lié au monde de la photographie naissante, Marey est nommé président d'honneur de la Société française de photographie en 1894.
Il vit entre 1881 et 1904 au 11 boulevard Delessert (16e arrondissement de Paris). Une plaque lui rend hommage.
Étienne-Jules Marey meurt le 15 mai 1904, à l'âge de 74 ans, dans le 16e arrondissement de Paris. Quatre ans après, une souscription est lancée pour édifier à Beaune un monument à son honneur.

## Chronophotographie

### Sur plaque de verre

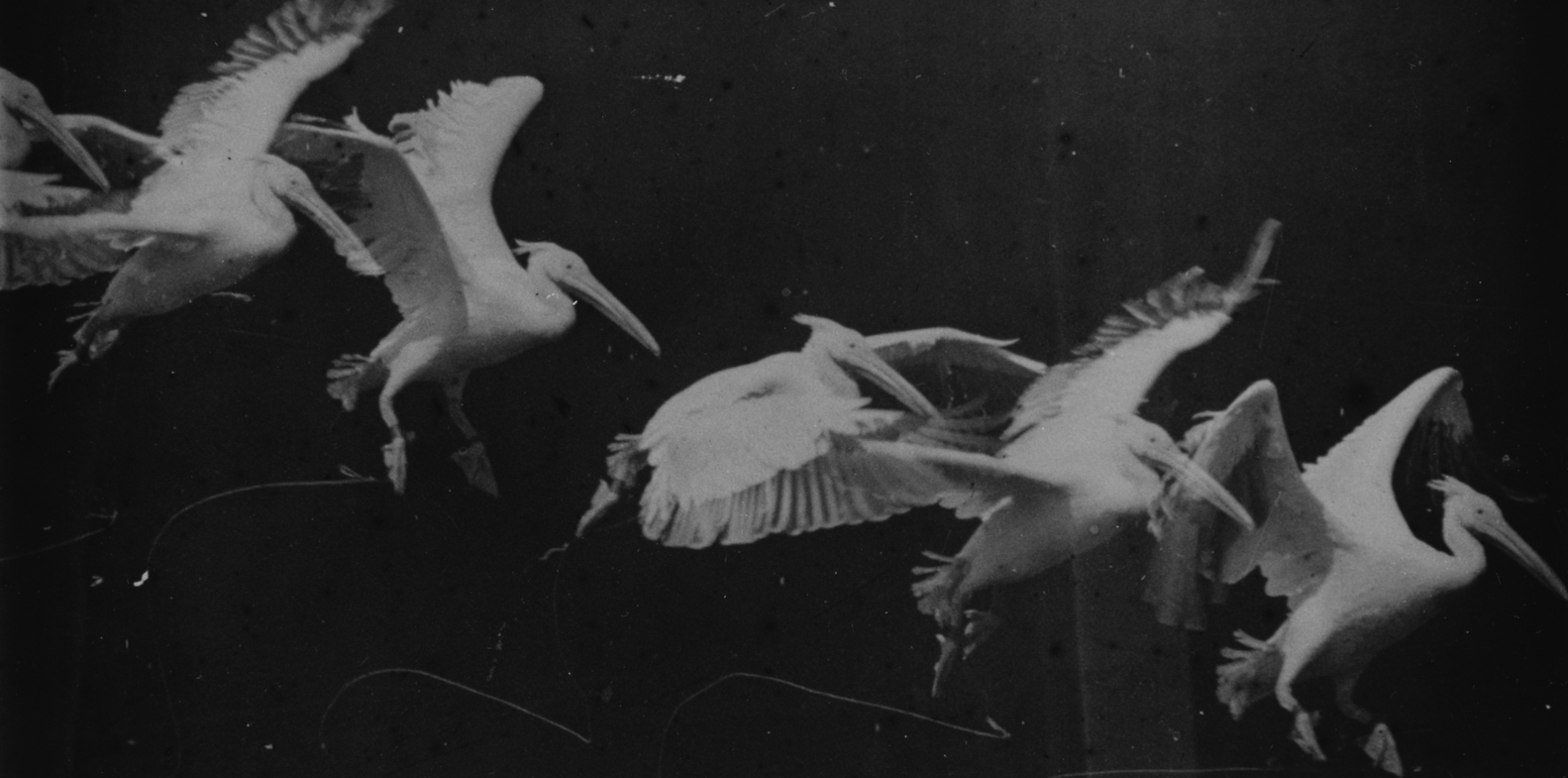
Pélican volant, chronophotographie sur plaque fixe, 1887.

En 1882, Marey crée la station physiologique du Parc des Princes à Boulogne-sur-Seine, subventionnée par l'État : le ministère de la Guerre s'est intéressé aux travaux de Marey sur la « méthode de marche » de l'armée allemande, vainqueur de la guerre franco-allemande de 1870,. Toute l'attention de Marey est tendue vers ce but : comment fonctionne la « machine animale ? »

« Cette connaissance ne pouvait être acquise par l’observation simple, car l’attention la plus soutenue, concentrée sur l’action d’un seul muscle, a grand’peine à en saisir les phases d’activité et de repos, même dans l’allure la plus lente. Comment alors pourrait-on espérer de saisir à la fois l’action de tous les muscles des membres à toutes les phases d’une allure rapide? »

En 1882, Marey invente la photochronographie renommée chronophotographie le 22 octobre 1888, procédé encore utilisé de nos jours, en s'inspirant du revolver astronomique de Janssen de 1874. Cette technique consiste — contrairement aux méthodes de Muybridge qui utilisent plusieurs appareils et autant d'objectifs — à prendre en rafale des instantanés sur une même plaque fixe de verre enduite de gélatinobromure, avec un appareil de prise de vues muni d'un seul objectif, placé dans une chambre photographique mobile, qui opère sur des sujets clairs disposés devant un fond noir afin de pouvoir analyser avec précision les différentes positions des corps au cours d'un mouvement. La plaque de verre est exposée plusieurs fois très brièvement grâce à un obturateur rotatif tournant devant l’objectif, qui laisse passer le faisceau de lumière par intermittence. Marey présente cette technique le 3 juillet 1882 à l'Académie des sciences.

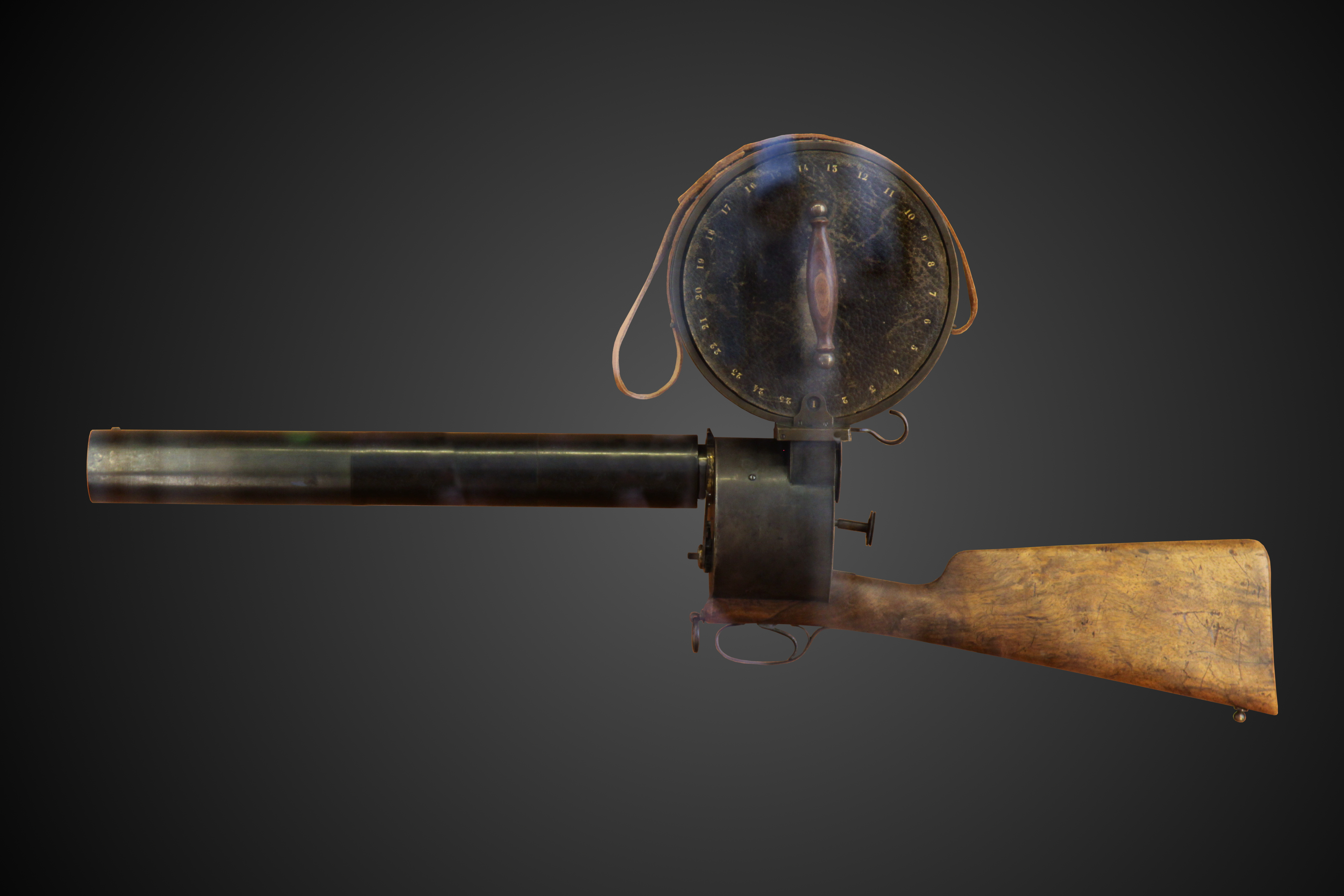
Fusil photographique de 1882 adapté à la pellicule en 1888, Musée des Arts et Métiers.

Quelques mois auparavant, à Naples où il réside une partie de l’année, il avait mis au point entre janvier et février 1882 le fusil photographique envisagé depuis décembre 1878,,, avec le fabricant d'obturateurs parisien Otto Lund, un appareil qui peut photographier en douze poses d'1/720e de seconde chacune, voire plus courtes (poses d'1/1440e de seconde), un sujet « sur nature » en épaulant comme avec un vrai fusil, ce qui permettait ainsi de suivre un mouvement particulièrement rapide. Cet appareil, chargé de petites plaques de verre circulaires ou octogonales, dont le pourtour se présente derrière l'objectif comme les balles dans le barillet d'un revolver, a l'avantage d'être léger et mobile. Ensuite, « si l'on dispose des photographies d'oiseaux sur un phénakistiscope, on reproduit bien l'apparence des mouvements du vol »,.

Le disque de phénakistiscope animant la captation du vol du goéland par Marey.

Animation moderne d'une captation par le fusil photographique, 1882.

Il fait une démonstration de ses résultats à l'Académie des sciences le 13 mars 1882,, puis le 10 avril, des images en série du vol de la mouette et de la chauve-souris y sont présentées,. L'animation de la "cariolle attelée" ci-contre date également de 1882.
Parmi ses nombreuses études réalisées selon ces deux techniques, complétées par l'utilisation du zootrope, et d'autres comme celle qui, le 15 octobre 1888, utilise un miroir tournant pour l'étude des poissons, Marey fait le 24 janvier 1887 une communication à l'Académie des sciences sur Le mécanisme du vol des oiseaux étudié par la Photochronographie et une autre le 22 octobre 1888 sur Des mouvements de la natation de l'anguille, étudiés par la Chrono-photographie.
Il modifie plusieurs fois son fusil photographique, principalement en 1889 pour lui adapter un nouveau support : le film souple en nitrate de cellulose inventé par l'américain John Carbutt et commercialisé par George Eastman, support qu'il fait diffuser en Europe et à Paris par Paul Nadar et Balagny, après l'avoir présenté à l'exposition universelle de 1889 avec son appareil Kodak No 1 (versions des musées de Beaune et des Arts et Métiers et celle (No 5) conçue entre 1896 et 1899 conservée à la Cinémathèque, pour bandes de 35 mm de large et 20 m de long, qui constitue la première caméra portative).

### Sur pellicule papier et celluloïd
En 1888, Marey abandonne la plaque de verre, lui préférant le support de papier sensible, qu'il adopte avec succès pour ses prises de vues ultrarapides, et dont il présente le premier exemplaire à l'Académie des sciences le 29 octobre 1888, au moment où Louis Aimé Augustin Le Prince réalise également ses premiers essais sur ce support.

« Pour compléter les recherches dont j'ai entretenu l'Académie dans les dernières séances, j'ai l'honneur de lui présenter aujourd'hui une bande de papier sensible sur laquelle une série d'images a été obtenue, à raison de 20 images par seconde. L'appareil que j'ai construit à cet effet déroule une bande de papier sensible avec une vitesse qui peut atteindre 1m,60 par seconde. Cette vitesse excédant mes besoins actuels, je l'ai réduite à 0m,80. Si l'on prend les images pendant que le papier se déroule, on n'obtient aucune netteté ; on peut seulement apprécier les changements d'attitude du sujet en expérience. Mais, si au moyen d'un dispositif spécial basé sur l'emploi d'un électro-aimant, on arrête le papier pendant la durée de l'éclairage 1/5000e de seconde, les images prennent toute la netteté désirable. »

Dans le courant de l'été 1889, il réalise d'autres bandes « sur un papier sensible, se déroulant à la vitesse de 1 m par seconde et donnant 25 images dans le même temps », publiées par le Commandant Bonnal dans son traité d'équitation, dont en planche VII, 14 des 21 clichés de l'allure du Saut en hauteur en partant du trot par la jument « Niniche » et en planche V, l'allure du Petit trot marché en tenant les hanches par la jument « Fanfreluche ». Thomas Edison, qui après une traversée d'un douzaine de jours vient en France le 11 août 1889 à l'occasion de l'exposition universelle, assiste au banquet du Figaro donné en son honneur le 26 août 1889 avec les principaux scientifiques français et son guide n'est autre que Marey, qui lui fait visiter l'Exposition française de photographie, à laquelle participent entre autres Nadar et les frères Lumière, en lui montrant les résultats qu'il avait obtenu avec son chronophotographe, puis il l'accueille dans son laboratoire. C’est après avoir rencontré Marey qu’Edison devait rédiger sa quatrième motion picture caveat, qui réorienta de manière décisive les recherches entreprises par son assistant William Kennedy Laurie Dickson à Menlo Park, avec l’apparition pour la première fois du principe du film perforé, la quatrième, déposée le 2 novembre 1889, étant relative à l'utilisation de film sensible et transparent, perforés des deux côtés « comme sur les bandes du télégraphe automatique de Wheatstone ».
Durant l'automne 1889, Marey se procure le support celluloïd transparent et souple d'Eastman inventé le 27 août 1889, et réalise ses premiers essais, à l'aide d'une nouvelle caméra argentique à pellicule mobile, qu'il développe en collaboration avec son bras droit Georges Demenÿ et qu'il nomme « chronophotographe »— le mot « chronophotographie » sera retenu officiellement en 1889 — où le support souple enduit sur une face d'une émulsion photosensible avance en synchronisme avec la fermeture d'un obturateur, puis s'immobilise pour enregistrer un photogramme, et recommence une douzaine de fois par seconde. Pour la première fois, la décomposition photographique du mouvement ne figure plus ainsi sur une même plaque, mais image après image tout au long du support celluloïd. Cette caméra photochronographique (première appellation) est brevetée le 3 octobre 1890 et modifiée en 1890 par Georges Demenÿ, qui en 1894 substitue au procédé d'entraînement par cadre presseur, un procédé plus fiable par came battante (brevet du 27 juillet 1894 additif au brevet du 10 octobre 1893). Il réalise ensuite les premiers films scientifiques du cinéma, tels que La Goutte d'eau tombant dans l'encre ou le mouvement des vorticelles, microorganismes captés à l'aide d'un microscope, et invente l'accéléré pour étudier le retournement d'une étoile de mer ou en 1894 le ralenti pour étudier le retournement d'un chat retombant sur ses pattes.

Mais le but de Marey n'est pas de créer un spectacle, ce qui l'intéresse, c'est d'étudier la décomposition spatiale d'un phénomène ou d'un mouvement. 

« Le cinéma ne doit presque rien à l'esprit scientifique... Il est significatif que Marey ne s'intéressait qu'à l'analyse du mouvement, nullement au processus inverse qui permettait de le recomposer. »

Animation du cheval Bixio au pas monté, par Marey (~1888).

Animation moderne tirée des planches publiées de la séquence animée originale « Je vous aime », prononcé par Demenÿ (1891), qui est utilisée pour la première projection, à l'aide d'un phonoscope, d'une séquence continue de clichés chronophotographiques. Sa première présentation publique est le clou de l'Exposition internationale de Photographie de Paris de 1892,.

La Cinémathèque française conserve 416 rouleaux négatifs originaux de Marey, Demenÿ et 7 autres collaborateurs et les Archives du film du Centre national de la cinématographie en conservent 153, soit 569 au total, de 0,11 m à 4,19 m de longueur, incluant des fragments d'essais de 1889 (Homme en marche),. Les rouleaux chronophotographiques sur celluloïd conservés depuis 1890 comprennent des Scènes d'escrime réalisées à Naples en 1890 où il possédait une résidence et La Vague tournée durant l'été 1891 dans la baie de Naples, qui est considérée comme la première scène réussie, aujourd'hui conservées au musée Étienne-Jules Marey de Beaune, outre Le Cheval Bixio au pas (61 photographies, dont est tirée l'animation de gauche), Cheval attelé à une voiture boulevard Delessert (36 photographies), scène urbaine extérieure prise depuis une fenêtre du domicile de Marey (1892). À partir de ses chronophotographies, Il fait également réaliser des sculptures en plâtre et bronze (décomposition du vol du goéland, du pigeon, de la mouette, 1887), par un sculpteur napolitain, sculptures qu'il installe ensuite dans une sorte de zootrope appelé miroscope.
Ces expériences, qui anticipent l’ère du cinéma, ne portent pourtant pas le nom de films de cinéma. Ceux-ci sont tournés en 1891 par l’ingénieur électricien de Thomas Edison, William Kennedy Laurie Dickson. En effet, le procédé mécanique d’avancement alternatif de la pellicule, choisi par Marey et Demenÿ, un cadre presseur intermittent, qui arrête le défilement de la pellicule devant la fenêtre de prise de vues, et un ressort qui la déplace lorsque le cadre presseur se soulève, présente le défaut de parfois générer des photogrammes de largeurs variables, « ce qui engendre des problèmes d’équidistance entre les images », sauf à parvenir à une vitesse de prise de vue parfaitement régulière, comme dans les pellicules Saut en hauteur en partant du trot par la jument « Niniche » ou Cheval attelé à une voiture boulevard Delessert. Toutefois, même en cas d'équidistance des photogrammes, d'autres problèmes techniques entraînent un décalage graduel de l'image hors du champ du cadre de projection.
Ce défaut, renforcé par l’absence de perforations, était incompatible avec tout système de visionnage en mouvement existant en 1890. En 1892, Marey envisage alors, avec Georges Demenÿ de réaliser un projecteur chronophotographique, adapté à ces bandes, mais y sursoit malgré les avancées prometteuses de ses collaborateurs et conclut : « Arrivé à ce point de nos recherches, nous avons appris que notre préparateur avait obtenu d'une autre façon une solution immédiate du problème, il nous a paru convenable de surseoir à de nouveaux essais ». En 1893, Demenÿ avait ainsi réalisé de son côté un projecteur à bandes négatives. Il s'agit probablement du procédé, développé par Demeny, auquel Marey fait allusion, lorsqu'il sursoit un temps à ses propres recherches de projecteur, alors même qu'un exemplaire de projecteur, conservé au musée de Beaune, provient du laboratoire de Marey, qui ne se séparera de Demenÿ que l'année suivante. Leurs divergences de vues leur interdiront ainsi de profiter de leurs avancées, en empêchant la mise en commun efficace de leurs brevets dans la compétition des années 1893-1895, qui aboutira à l'invention du cinématographe Lumière.
Marey continue alors à « étudier ses films en tirant et agrandissant chaque image, en calquant, épurant, et en les comparant avec des graphiques. »
« En 1893 (Le Mouvement, Paris, G. Masson, 1894), j'avais déjà essayé d'obtenir des projections animées ; toutefois, l'insuffisance de régularité des intervalles des images me forçait à retravailler mes pellicules négatives pour placer des images à des intervalles équidistants, et cependant la bande d'images positives rendue ainsi régulière était encore soumise à des ressauts insupportables. La force des choses m'avait bien conduite à appliquer cette pellicule sur une bande de toile caoutchoutée munie de perforations latérales et fenestrées en face de chaque image ; j'avais aussi, sans connaître encore l'invention d'Edison, employé un cylindre à chevilles pour conduire cette bande, mais d'autres causes d'irrégularité détérioraient bien vite les perforations de ma bande et les saccades reparaissaient. Je m'obstinai toutefois à poursuivre l'équidistance des images et je réussis à l'obtenir en 1897 (Bulletin de la Société française de photographie, 15 février 1897), au moyen (...) de cylindres en caoutchouc légèrement déformables, suivant qu'on serre plus ou moins le lamineur. »
La solution passe donc, non seulement par la projection en utilisant des perforations latérales, mais aussi par le processus symétrique de prise de vue sur une bande déjà perforée, ce qu'Edison comprend en 1889 après avoir visité le laboratoire de Marey ; tandis qu'en octobre 1888, le procédé que Émile Reynaud utilisera dans son Théâtre optique est un praxinoscope géant qui, s'il utilise une bande perforée préparée à dessein, de diapositives de gélatine peinte protégées de gomme-laque, est projetée à l'aide de jeux de miroirs par deux projecteurs distinguant le dessin animé de son fond.

### Désaccord avec Demenÿ
Les premiers films, impressionnés en 1891 sur les rouleaux Eastman que l'inventeur américain Thomas Edison et son assistant William Kennedy Laurie Dickson ont dotés de perforations pour assurer une prise de vues aux photogrammes identiques et espacés régulièrement, présentent le même pas (hauteur des photogrammes) qui permet leur visionnement en continu, d'abord avec le procédé à vision individuelle mis au point parallèlement par Dickson, le kinétoscope, puis collective, avec le cinématographe des frères Lumière. Mais le seul souci de Marey est scientifique et son but est de décomposer les phénomènes trop rapides pour être perçus par l'œil humain, afin d'en analyser la succession mécanique dans l'ordre chronologique. Son refus de l'utilisation d'une quelconque machine à buts commercial et récréatif l'éloigne donc du processus qui va mener à l'invention du cinéma. À ce sujet, il est en complet désaccord avec Demenÿ qui, après des essais réalisés en 1891 à l'Institut national de jeunes sourds de Paris, avait créé en 1892 le phonoscope à disque et une société pour l'exploiter. Inspiré du zoopraxiscope de Muybridge (comme des plaques de verre circulaires du fusil photographique de 1882,), mais où les dessins étaient remplacés par des clichés de chronophotographie, découpés et collés de la même façon sur le disque en verre rotatif, le phonoscope permettait, grâce à un obturateur, de visionner directement le mouvement sur le disque actionné par une manivelle ou d'assister à sa projection sur un écran à l'aide d'une forte lanterne oxhydrique Molteni placée derrière l'appareil.
Georges Demenÿ avait ainsi procédé avec succès à la première présentation publique d'images chronophotographiques animées, lors de l'exposition internationale de Photographie de Paris de 1892. Ce procédé était identique dans son principe aux jouets optiques et limité en conséquence par la durée très courte de la scène (2 à 4 secondes au maximum) et le caractère cyclique du spectacle, néanmoins renouvelable.
La commercialisation du phonoscope par la Société du Phonoscope qu'il crée en 1892 et la démarche non scientifique de Demenÿ, partisan de la recomposition du mouvement en tant que spectacle, obligent Marey à se séparer en 1894 de son collaborateur, lorsque ce dernier, ne pouvant utiliser les brevets de son employeur, met indépendamment au point une caméra chronophotographique, toujours chargée de pellicule non perforée, qui prend ensuite le nom de Biographe en 1895. Mais, faute de capacités financières et techniques suffisantes, comme celles dont il bénéficiait dans le laboratoire de Marey, après avoir perdu plus d'une année avant de pouvoir convaincre des investisseurs et surtout face à la sortie d'un nouvel appareil de prise de vues plus performant qui fait aussi appareil de projection : le cinématographe, Demenÿ se résout à vendre ses brevets à Gaumont mi-1895, après avoir fait faillite, ainsi que sa production d'environ 100 films, incluant Danseuse de French-Cancan, Premiers pas de Bébé ou Passage du Train, dont une dizaine, sur bandes de 15 m, est conservée au musée des Arts et Métiers. C'est avec une version modifiée de cet appareil à bande de 60 mm de large, qu'en 1896 est réalisé La biche au bois par Jacques Ducom au théâtre du Châtelet, l'un des premiers grands succès du cinéma et qu'Alice Guy, la première réalisatrice du cinéma, tournera ses premiers films, dont La Fée aux choux.

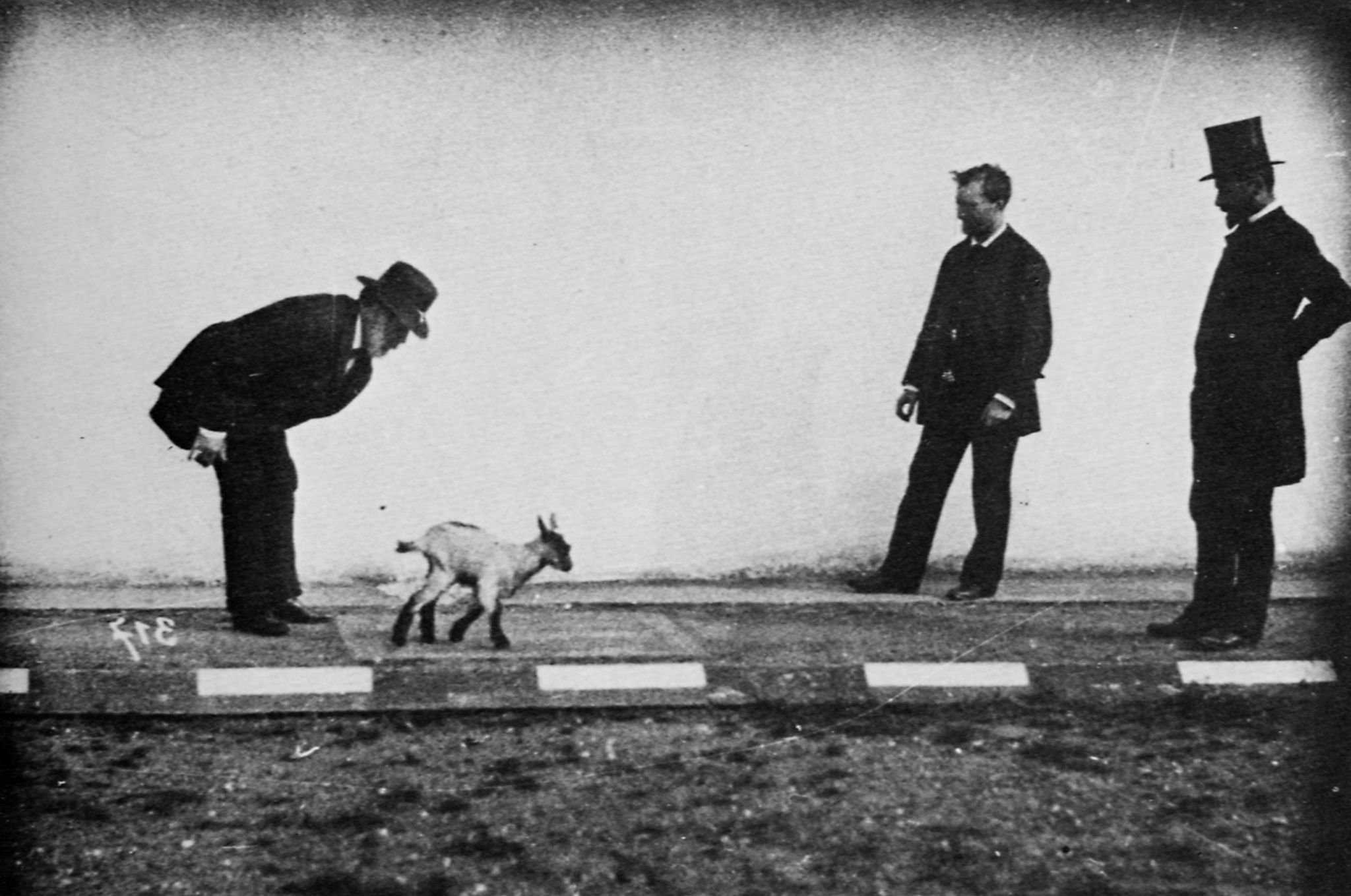
Chevreau sur la piste de chronophotographie. De gauche à droite : Étienne-Jules Marey, Georges Demenÿ et un inconnu, 5 mai 1887.
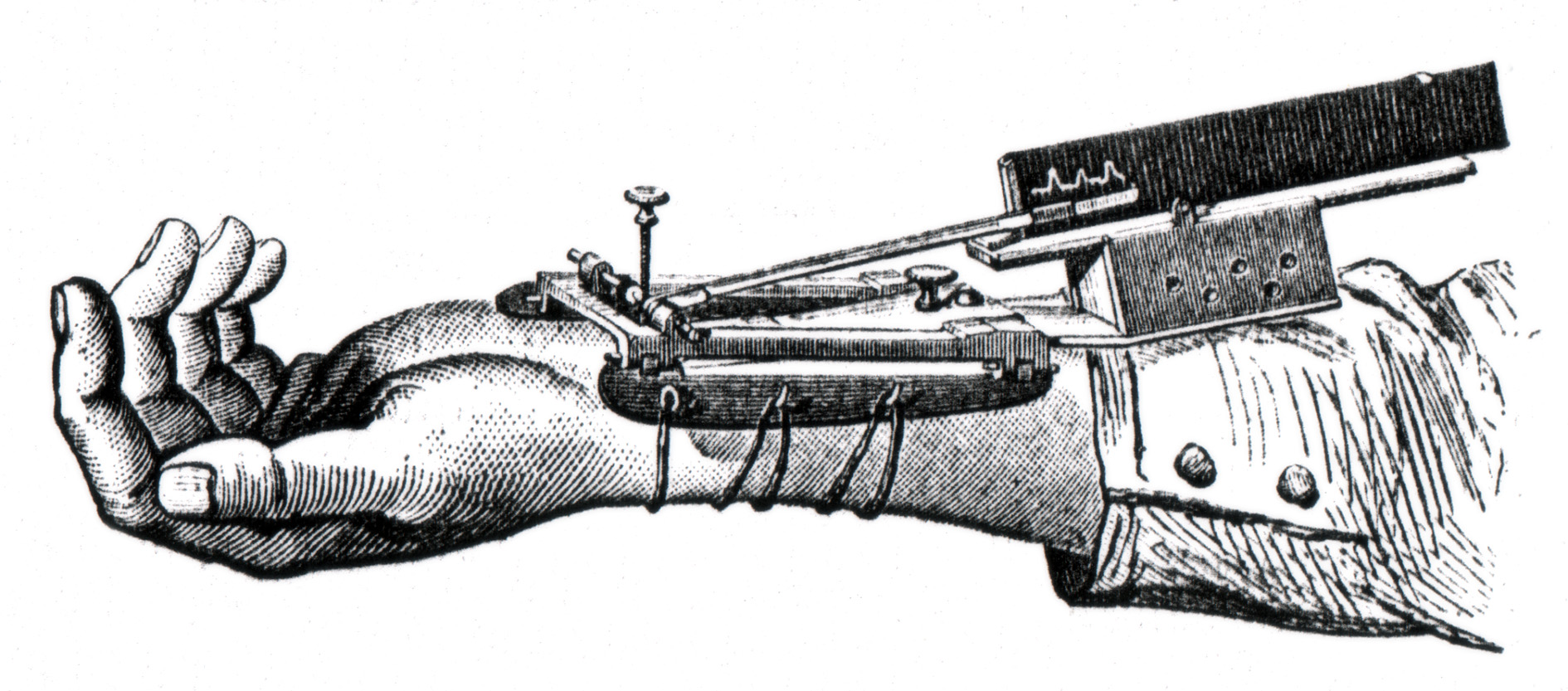
Sphygmographe, 1858.
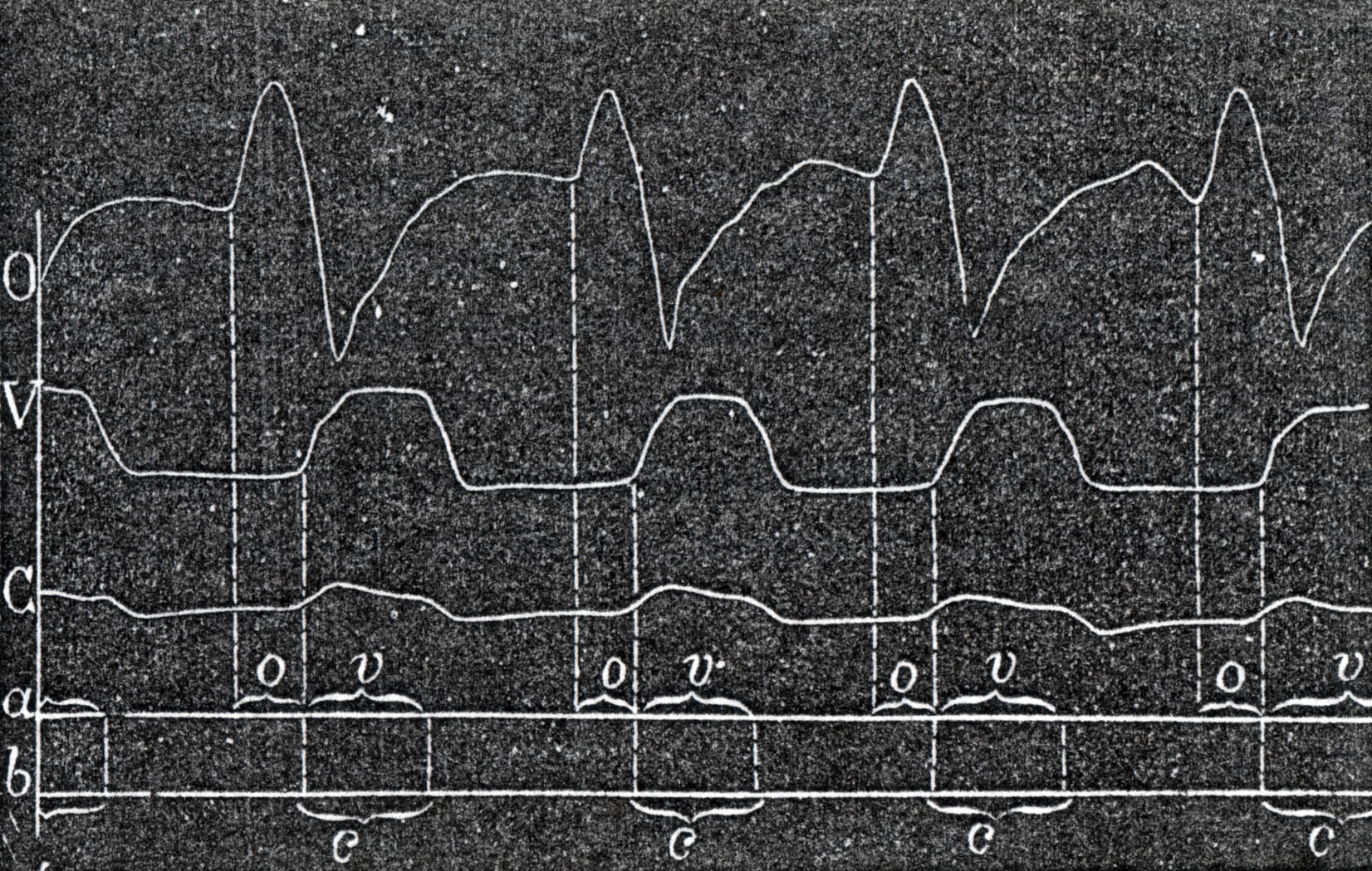
Sphygmographie intracardiaque: courbes de pression pulsée obtenue avec une cartographie des phases chronologiques de la contraction cardiaque, 1873.
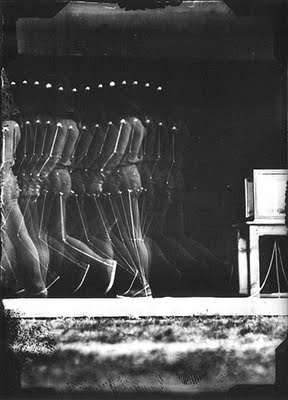
Étienne-Jules Marey : Homme qui marche, 1883.
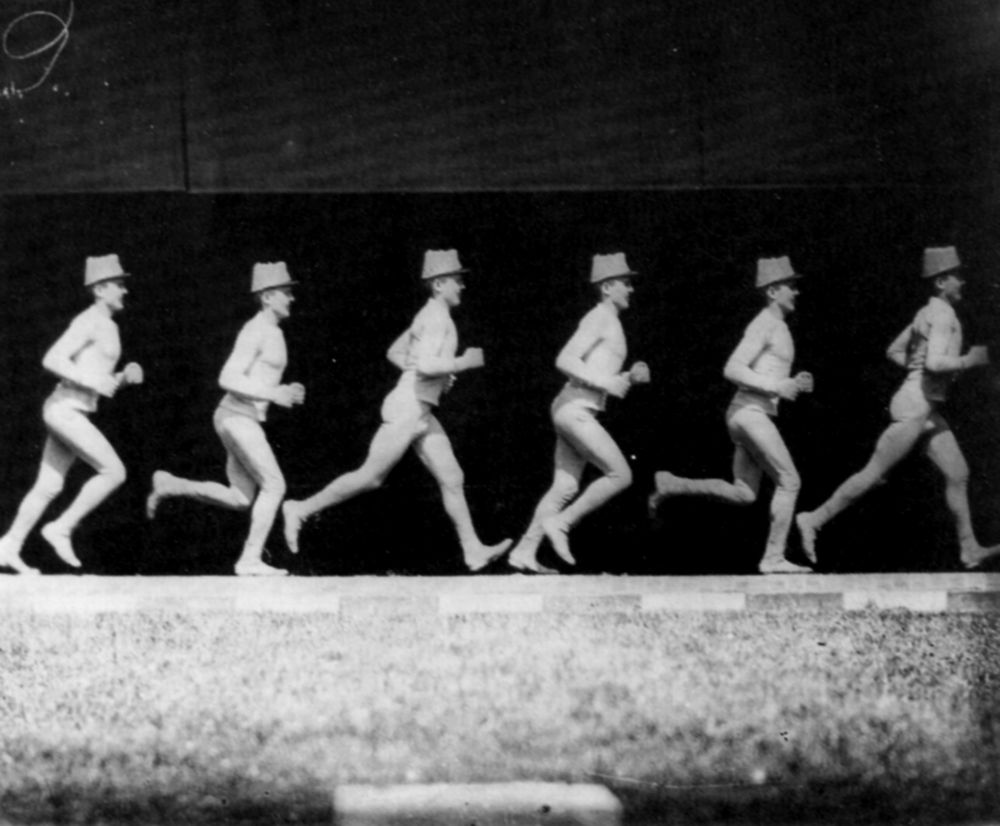
Course d'un homme, 1883.
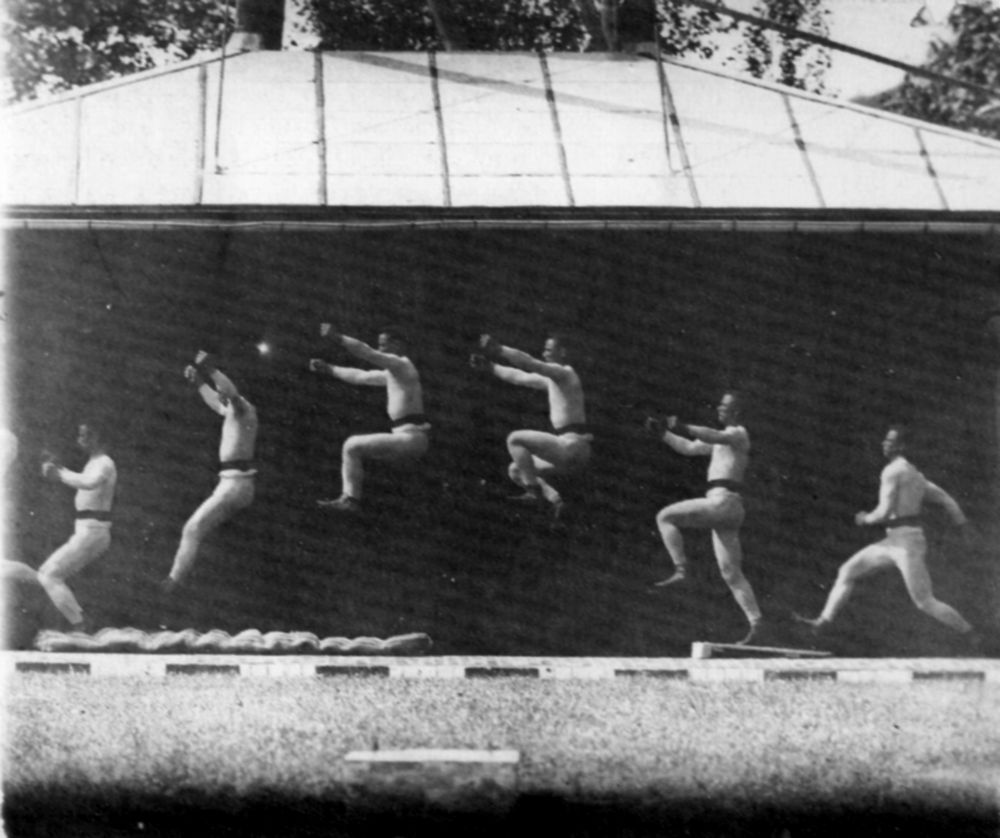
Saut d'un homme, 1886.
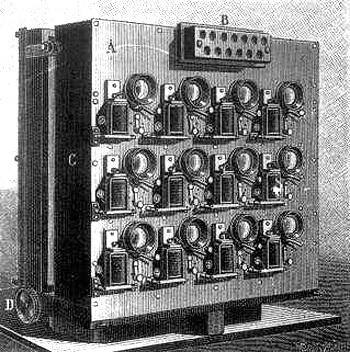
Appareil de chronophotographie à douze plaques de verre fixes et autant d'objectifs, conçu par Albert Londe, 1891.
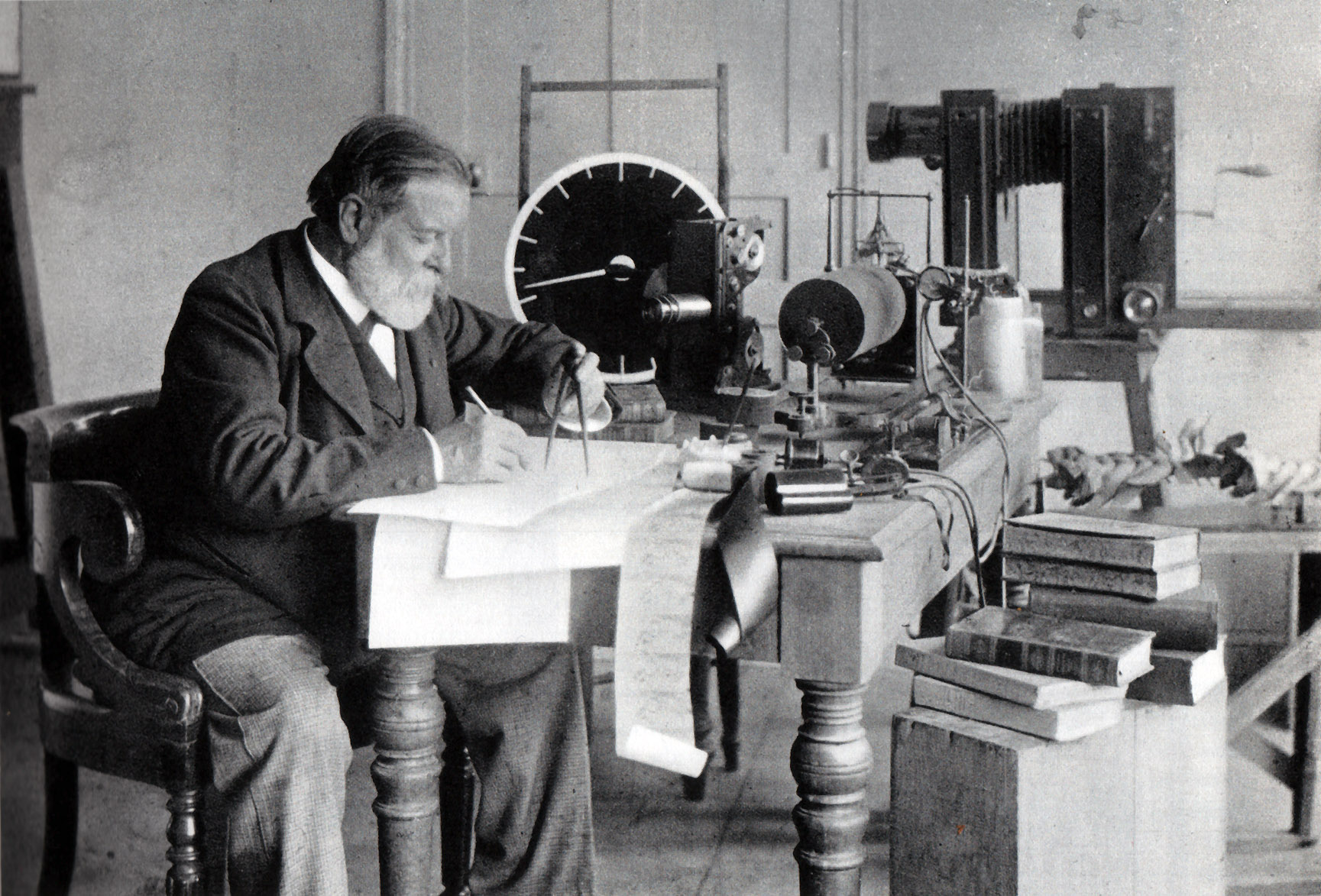
Étienne-Jules Marey dans son laboratoire de la Station physiologique, vers 1900.

### Recherches physiques et physiologiques

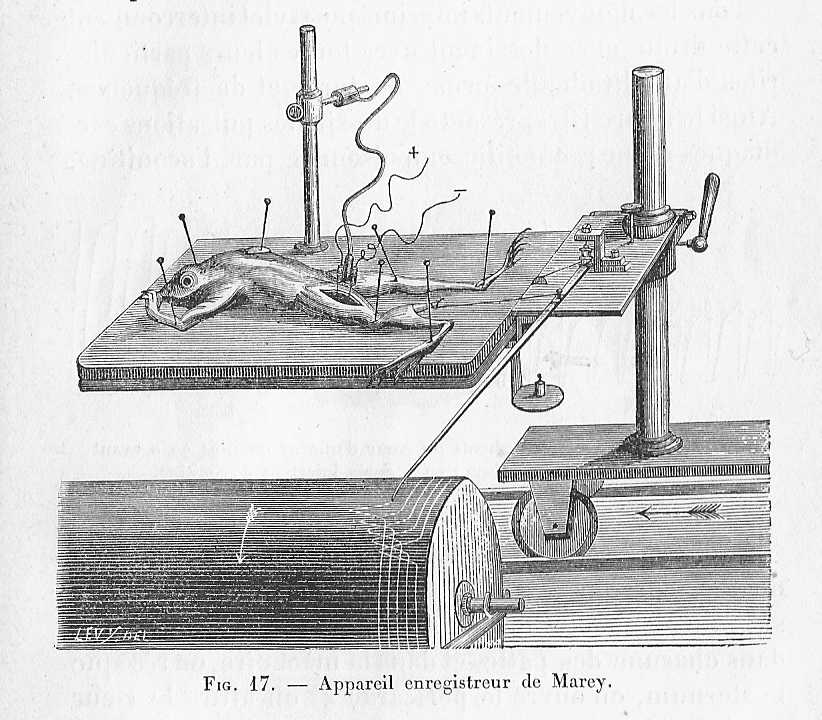
Appareil enregistreur de Marey.

La nage de la raie, captée par Marey.

Si le nom de Marey est bien connu dans l'histoire du cinéma pour ses recherches dans l'immobilisation photographique du mouvement, il est aussi un scientifique novateur dans plusieurs autres domaines :
- la physiologie
- la respiration ;
- la circulation sanguine et le cœur ;
- le choléra ;
- la contraction musculaire ;
- la décharge électrique du poisson torpille ;
- le vol des oiseaux
- le vol des insectes
- la nage des poissons
- l'hydrodynamique
- l'aérodynamique ; il invente une soufflerie aérodynamique pour visualiser, à l'aide de fumée, les flux d'air qui rencontrent un obstacle (vidéo ci-contre à gauche) ;
- l'ergonomie ;
- la dynamique des fluides.

En 1900, il construit la première soufflerie au monde qui lui permet d’obtenir des images photographiques de mouvements d’air. Il jette ainsi les bases de l’aérodynamique.
Cette nouvelle perception du vivant inspire encore aujourd'hui les arts visuels et numériques.

### Influences sur les arts

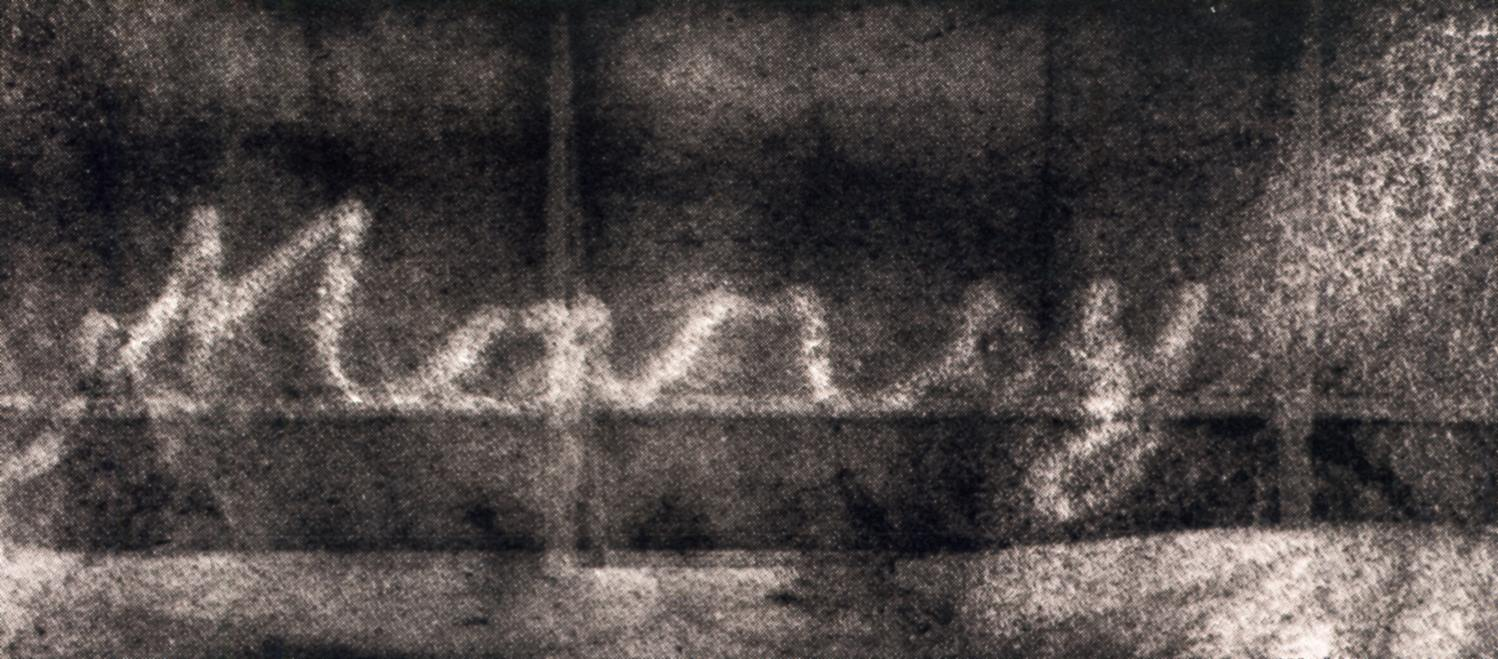
Premier lightpainting au monde : signature d'Étienne-Jules Marey en 1882.

Historiquement, le premier lightpainting a été créé en août 1882 par Étienne-Jules Marey, il s'est amusé à signer son nom avec une boule blanche en se déplaçant devant un mur sombre et en enregistrant photographiquement toute l'opération.
Les résultats de ses travaux sur le mouvement, ses chronophotographies parfois abstraites, influencent des artistes du XXe siècle :
- Le futurisme italien à partir de 1909
- Dynamisme d'un chien en laisse, de Giacomo Balla (1912)
- Fillette courant sur un balcon de Giacomo Balla (1912)
- Nu descendant un escalier de Marcel Duchamp (1912)
- Dynamisme d'une automobile de Luigi Russolo (1912-1913)
- Ce qui me meut, court-métrage de Cédric Klapisch (1989)
- Holy Motors, long-métrage de Leos Carax (2012)

## Publications

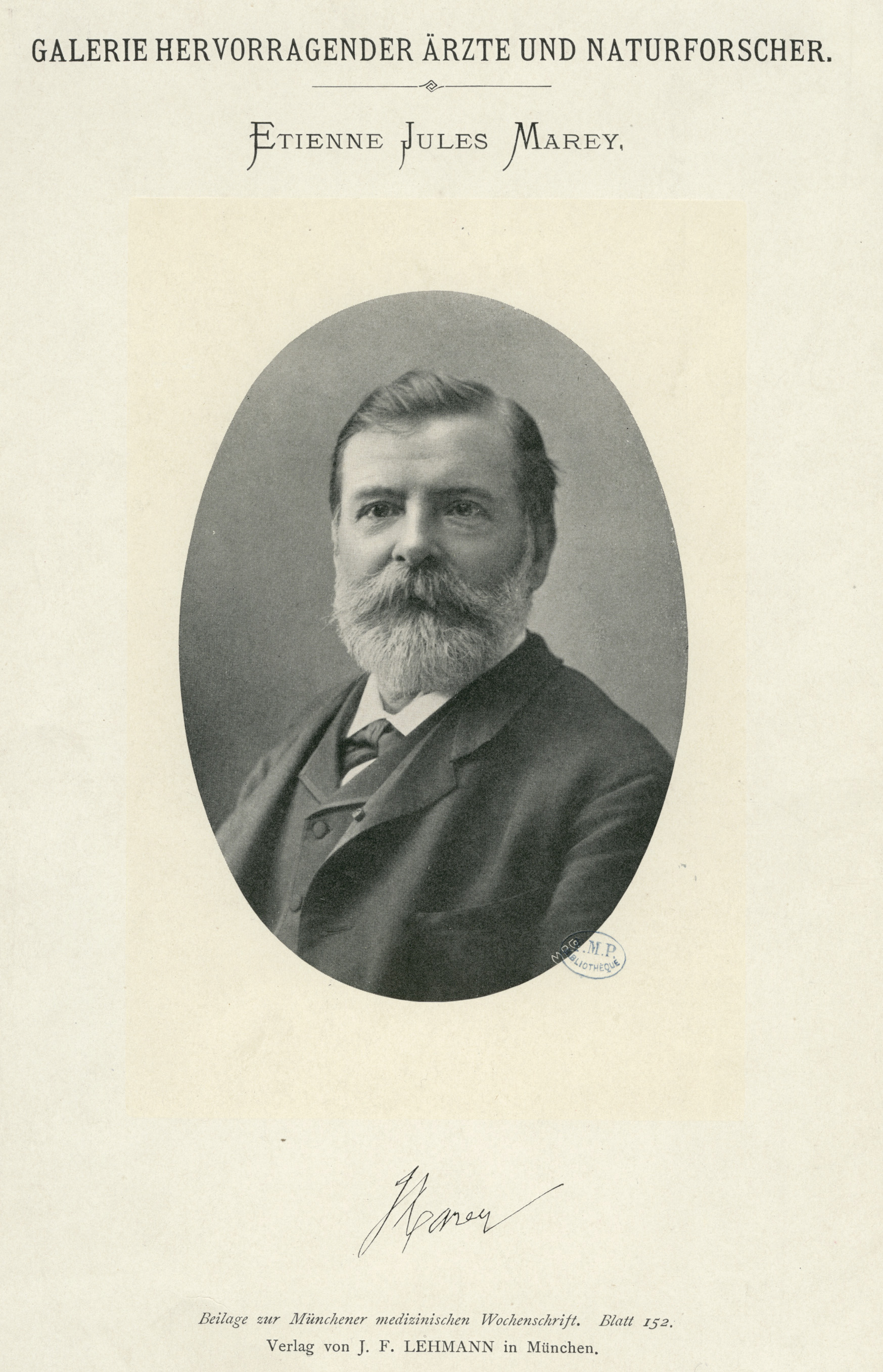
Étienne Jules Marey, de Galerie hervorragender ärzte und naturforscher, Munich, J. F. Lehmann, s.d.

- Physiologie médicale de la circulation du sang basée sur l'étude graphique des mouvements du cœur et du pouls artériel : avec application aux maladies de l'appareil circulatoire, Paris, Delahaye (1863) (lire en ligne sur Gallica)
- Études physiologiques sur les caractères graphiques des battements du cœur (1865)
- Du mouvement dans les fonctions de la vie
  - Leçons faites dans son laboratoire particulier - La Revue scientifique (1866)
  - Leçons faites au Collège de France - Germer-Baillière (1868) Texte intégral
- « Du vol des oiseaux » La Revue scientifique 14, 21 août, 11 septembre et 2 octobre 1869 (texte en ligne)
- La Machine animale. Locomotion terrestre et aérienne (1873-1874) (lire en ligne)
- Physiologie expérimentale (1875)
- Appareils & instruments de physiologie : extrait du catalogue illustré (1875) (lire en ligne sur Gallica)
- Notice sur les titres et travaux scientifiques du Dr Marey (1876) (lire en ligne)
- Étienne-Jules Marey, « Pression et vitesse du sang », dans Physiologie expérimentale : Travaux du laboratoire de M. Marey, Victor Masson et fils (d), 1876 (lire en ligne).
- « Moteurs Animés. Expériences de physiologie graphique » La Nature, no 278 - 28 septembre 1878 et no 279 - 5 octobre 1878.
- La méthode graphique dans les sciences expérimentales et principalement en physiologie et en médecine, Paris, Masson (1878) (lire en ligne sur Gallica)
- La Méthode graphique dans les sciences expérimentales (1878) (texte en ligne)
- La Circulation du sang à l'état physiologique et dans les maladies (1881) (texte en ligne, lire en ligne sur Gallica)
- Études photographiques sur la locomotion de l'homme et des animaux (1883) (lire en ligne)
- Développement de la méthode graphique par l'emploi de la photographie, Paris, Masson (1884) (lire en ligne sur Gallica)
- « Études pratiques sur la marche de l'homme. Expériences faites à la station physiologique du Parc des Princes » La Nature, no 608 - 24 janvier 1885.
- La Machine animale : locomotion terrestre et aérienne (1886) (texte en ligne sur LillOnum)
- Station physiologique : méthodes et appareils : [photographie], en collaboration avec Georges Demenÿ et Pagès, Paris, (1886) lire en ligne sur Gallica
- Le vol des oiseaux (1890) éd. G. Masson (lire en ligne) - Préface publiée dans La Revue scientifique 19 octobre 1889
- « Des appareils enregistreurs de la vitesse », La Nature, no 878 - 29 mars 1890 (texte en ligne)
- « La chronophotographie : nouvelle méthode pour analyser le mouvement dans les sciences physiques et naturelles », Revue générale des sciences pures et appliquées, no 2,‎ 1891, p. 689-719 (lire en ligne [PDF])
- La photographie du mouvement : les méthodes chronophotographiques sur plaques fixes et pellicules mobiles, Paris, Georges Carré, 97 p. (Lire en ligne sur Gallica).
- « Mouvements de natation de la raie » La Nature, no 1029 - 18 février 1893 (texte en ligne)
- « Le Mouvement Des Liquides Étudié Par La Chronophotographie » La Nature, no 1040 - 6 mai 1893 (texte en ligne)
- avec Georges Demenÿ, Études de physiologie artistique faites au moyen de la chronophotographie (1893)
- « Des mouvements que certains animaux exécutent pour retomber sur leurs pieds, lorsqu’ils sont précipités d’un lieu élevé » La Nature, no 1119 - 10 novembre 1894 (texte en ligne)
- Le Mouvement, Paris, G. Masson, 1894 (lire en ligne) lire en ligne sur Gallica
- « La Station physiologique de Paris » La Revue scientifique 29 décembre 1894 (texte en ligne) et 6 janvier 1895 (texte en ligne)
- « Analyse des mouvements du cheval par la chronophotographie », La Nature, no 1306 - 11 juin 1898 (texte en ligne)

## Hommages
- Un monument en son honneur a été édifié dans sa ville natale de Beaune et inauguré le 31 août 1913[67].
- Également à Beaune, il y a un lycée à son nom.
- Un monument en hommage à Marey et contenant ses cendres a été édifié à côté de l'institut Marey à Paris. Il se trouve désormais dans l'enceinte du stade Roland-Garros. A Paris un plaque, 11 boulevard Delessert XVI " Ici habita de 1881 à 1904 Étienne Jules MAREY... Un des fondateurs de la psychologie expérimentale et de la science de l'aviation. Créateur de la chronophotographie, base technique de la cinématographie.
- En astronomie, est nommé en son honneur (3456) Etiennemarey, un astéroïde de la ceinture principale découvert en 1985[68].

## Bibliographie

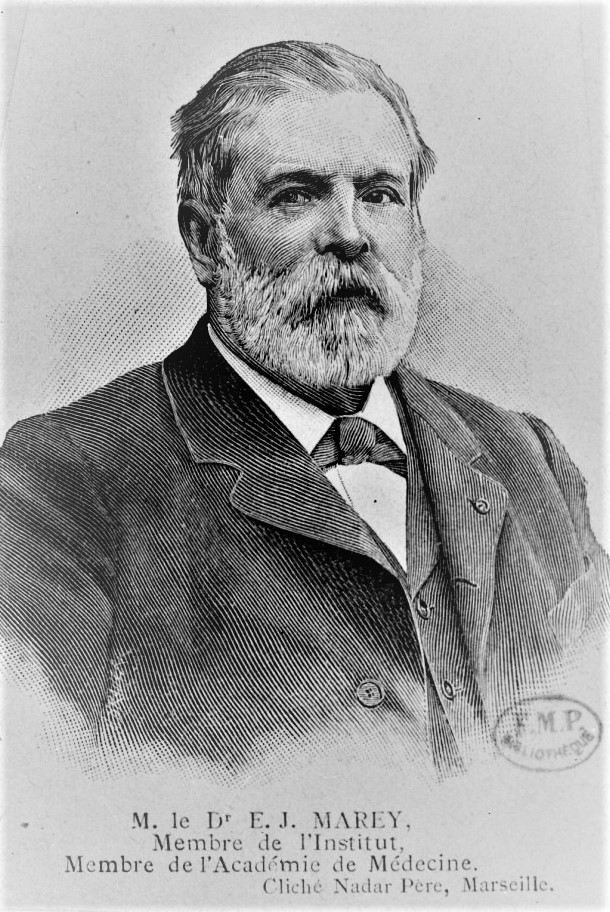
Portrait de Marey, d'après une photographie de Nadar.